# 桑原友美
桑原 友美（1955年4月9日 - ）は、日本の元女優。劇団若草に所属していた。

## 出演作品

### テレビドラマ
- パパのおくりもの（日本テレビ、1965年） - ユキ役[2]
- 悪魔くん（NET・東映、1966年） 第21話　久美役
- キャプテンウルトラ（TBS・東映、1967年） 第20話　ユカリ役
- ジャイアントロボ（NET・東映、1967年 - 1968年）マリー花村（U6）役
- エプロン父さん（ABC、1968年 - 1969年）雪江役

### テレビ番組
- 九ちゃん!（日本テレビ、1965年 - 1966年） - 『チビッコトリオ』（他のメンバーは小林幸子、石崎恵美子[3]）

### CM
- 日本コカ・コーラ ファンタ

### 雑誌
- 集英社 マーガレット（1967年6月11日号）
- 講談社 なかよし（1968年3月号、6月号、7月号）

## ディスコグラフィ

### シングル
- 愛・恋・キス（1967年、テイチクレコード）※中山仁とのデュエット。「小さな魔女」(中山のソロ)のB面曲。
- ゆめのバレリーナ（1968年、テイチクレコード）